# Élection présidentielle maldivienne de 2023
L'élection présidentielle maldivienne de 2023 a lieu les 9 et 30 septembre 2023 afin d'élire le président de la république des Maldives.
Le président sortant Ibrahim Mohamed Solih est candidat à un deuxième mandat. Vainqueur à la surprise générale de l'élection présidentielle de 2018 face au président autoritaire sortant Abdulla Yameen, Ibrahim Mohamed Solih se représente dans un contexte de rupture avec l'ancien président Mohamed Nasheed au sein du Parti démocrate maldivien.
Le premier tour de scrutin conduit à un ballotage opposant le président sortant à Mohamed Muizzu, arrivé en tête au premier tour. Ce dernier l'emporte avec un peu plus de 54 % des voix, dans ce qui est largement perçu comme une victoire d'un candidat pro-chinois sur celui pro-indien.

## Contexte

### Aléas démocratiques
|  |

Le scrutin intervient dans un pays à la démocratie encore jeune. Après trente ans de dictature de Maumoon Abdul Gayoom, la première élection présidentielle démocratique organisée en 2008 voit la victoire de Mohamed Nasheed, l'une des principales figures de l'opposition, emprisonné à seize reprises entre 1990 et 2008,. Ses réformes jugées trop libérales par les conservateurs islamistes, couplées à une économie en berne, minent cependant sa popularité. Sa décision en janvier 2012 de faire arrêter le président de la Cour suprême — qu'il accuse de chercher à protéger les membres de l'ancien régime — provoque des manifestations de grande ampleur. Le 7 février, il finit par démissionner sous la pression de l'armée. Mohamed Nasheed décide néanmoins de se représenter à l'élection présidentielle de 2013, mais est battu au second tour par Abdulla Yameen, demi-frère de Maumoon Abdul Gayoom.
Yameen revient alors sur les réformes démocratiques de Nasheed et met peu à peu en place un régime autoritaire sous l'égide du Parti progressiste des Maldives (PPM), au point que Gayoom finit par quitter ce dernier et rejoindre l'opposition,. Influencé par des religieux wahhabites formés en Arabie saoudite et au Pakistan, Yameen encourage le prosélytisme islamiste. De nombreux cheikhs radicaux occupent ainsi de plus en plus l'espace public, conduisant à une augmentation des cas de mariages précoces, d'excision et de refus de vacciner les enfants. En 2015, les Maldives enregistre un taux proportionnellement élevé de départs vers les territoires de l'État islamique. Le président va jusqu'à se déclarer candidat de l'islam face aux « infidèles ».
À nouveau emprisonné, Nasheed voit son jugement cassé en février 2018 par la Cour suprême, qui ordonne sa libération. Refusant cette dernière, Yameen réagit immédiatement en décrétant l'État d'urgence avant de faire assiéger les bureaux de la Cour suprême, qu'il accuse de vouloir le destituer, qualifiant leur décision de « conspiration » et de tentative de « coup d'État ». Il suspend le parlement, limoge le chef de la police et fait arrêter son demi-frère ainsi que deux juges de la Cour suprême,,. Son coup de force amène les trois juges de la Cour suprême restés en liberté à annuler la décision de remise en liberté de Nasheed, alors contraint à l'exil et à abandonner son projet de se présenter à la présidentielle de 2018. L'ONU dénonce une « attaque contre la démocratie »,.

### Alternance et présidence d'Ibrahim Mohamed Solih

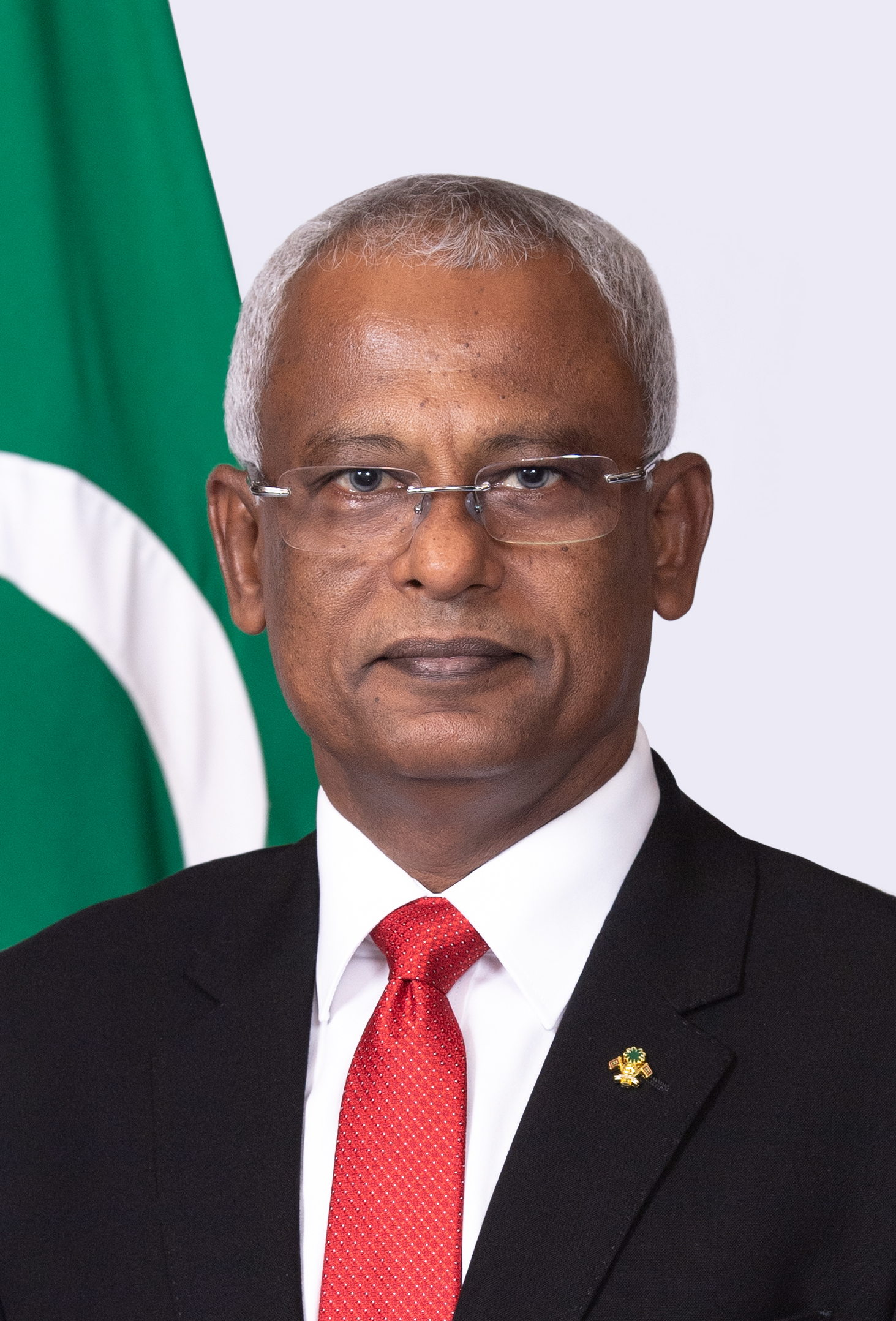
Ibrahim Mohamed Solih

Alors qu'une fraude électorale est jugée probable dans un contexte de répression de l'opposition et d'atteinte au droit de la presse et du droit de manifester,, l'élection présidentielle de 2018 voit la victoire surprise de l'unique candidat de l'opposition, Ibrahim Mohamed Solih. Membre du Parti démocrate comme Nasheed, ce dernier reçoit en effet le soutien de l'ensemble des opposants au régime, de la diaspora et des partisans de Gayoom.
Abdulla Yameen reconnaît publiquement sa défaite, avant de faire volte-face et de déposer un recours contre les résultats à la Cour suprême, provoquant l'inquiétude de la communauté internationale, en particulier l'Inde voisine, l'Union européenne et les États-Unis. Ces derniers menacent Yameen de sanctions s'il remettait en cause le résultat des urnes. Le 17 octobre, après le rejet par la Cour suprême d'entendre ses témoins, Yameen annonce finalement reconnaitre sa défaite et son départ du pouvoir. Le 1er novembre 2018, après la suspension par la Cour suprême de sa peine de prison, l'ancien président Mohamed Nasheed retourne au pays.
Aux élections législatives organisées en avril 2019 auxquelles participent massivement la population, le Parti démocrate maldivien (MDP) mené par Mohamed Nasheed — depuis revenu de son exil — en soutien au nouveau président remporte une écrasante majorité avec plus des deux tiers des sièges. Pour la première fois depuis l’avènement du multipartisme dans le pays, un parti remporte seul la majorité absolue au parlement.
Le scrutin, qui se déroule dans des conditions globalement démocratiques malgré des soupçons de fraudes telles que l'achat de voix, donne ainsi lieu à une alternance sur le Parti progressiste (PPM) d'Abdulla Yameen, arrêté deux mois plus tard pour blanchiment d'argent et de détournement de fonds. Son échec à obtenir un mandat de député le prive notamment d'une immunité parlementaire dans cette affaire. Fin décembre 2022, il est condamné à onze ans de prison. Il devient alors inéligible, la commission électorale rejetant le 1er août 2023 sa candidature en vertu de l'article 109 de la constitution, qui interdit aux candidats à la présidence d'avoir été condamné à plus d'un an de prison si moins de trois ans se sont écoulés entre la fin de leur peine et la tenue de l'élection. Yameen tente néanmoins de contester le rejet de sa candidature en faisant appel auprès de la Cour suprême. Celle-ci rejette son recours le 6 août. Yameen appelle au boycott.

### Rupture entre Solih et Nasheed
Ibrahim Mohamed Solih et Mohamed Nasheed finissent cependant par s'affronter dans une lutte interne pour le pouvoir, le Parti démocrate maldivien (MDP) se déchirant en deux factions rivales.
Comme annoncé lors de la campagne pour les législatives, Nasheed prône en effet une révision de la constitution vers un régime parlementaire, qu'il désire mettre en place avant la présidentielle de 2023, afin de devenir le nouveau Premier ministre, détenteur du pouvoir executif,,. Le président se montre cependant réticent à céder le pouvoir. Si un tel changement de la constitution nécessite la majorité des deux tiers des parlementaires, il pose pour condition supplémentaire la tenue préalable d'un référendum, ce que Nasheed refuse. La réforme institutionnelle reste ainsi lettre morte.
Les deux hommes s'affrontent lors de la primaire du MDP organisée le 28 janvier 2023, Nasheed accusant notamment le président de corruption. Le scrutin interne est largement remporté par Ibrahim Mohamed Solih après un peu plus de 61 % des suffrages des 31 000 militants qui y participent. Mohamed Nasheed refuse cependant de reconnaitre les résultats, qu'il qualifie de « truqués »,. Nasheed quitte le MDP le 18 juin 2023 pour former Les démocrates. Le 6 juillet, il déclare que « dans l'intérêt du pays », ni lui-même ni l'ancien président Abdulla Yameen ne devrait se porter candidat. Il remercie ce dernier pour ses services en tant que chef d'État et dénonce son emprisonnement avant de l'appeler lui et son parti à choisir un candidat commun pour battre le président sortant.
Le 28 juillet, Les démocrates organisent des primaires pour choisir un candidat à la présidentielle. Nasheed est alors toujours cité comme favori malgré son désistement,. Seul candidat du fait du retrait de Nasheed, le député Ilyas Labeeb est désigné candidat. Conformément au manifeste du parti, il s'engage à organiser en cas de victoire un référendum sur le type de passage à un régime parlementaire et sur une réduction du nombre de membres du Conseil du peuple. L’intransigeance de Nasheed sur la question du régime parlementaire constitue cependant un frein pour ses tentatives de nouer des alliances avec d'autres formations politiques.

## Mode de scrutin

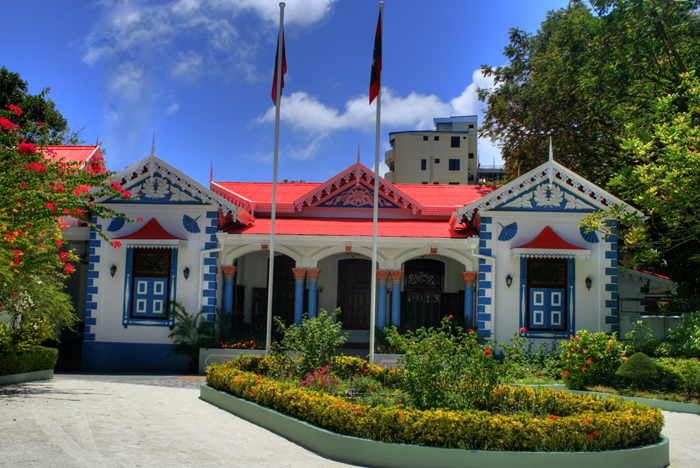
La Muliaage, résidence du président.

Le président de la république des Maldives est élu au scrutin uninominal majoritaire à deux tours pour un mandat de cinq ans, renouvelable une seule fois. Est élu au premier tour le candidat qui réunit la majorité absolue des suffrages exprimés. À défaut, les deux candidas arrivés en tête s'affrontent lors d'un second tour organisé dans les vingt et un jours. Le candidat qui réunit le plus de voix au second tour est déclaré élu.
Les candidats doivent être de nationalité maldivienne de naissance, nés de parents eux-mêmes tous deux maldiviens de naissance, ne pas avoir d'autre nationalité, être âgé d'au moins trente cinq ans, ne pas avoir de casier judiciaire, et être musulman sunnite. Chaque candidat se présente avec un colistier, lui même candidat à la vice présidence, soumis aux mêmes conditions de candidatures. Le vice président remplace le président en cas de vacance du pouvoir, jusqu'au terme de son mandat de cinq ans. S'il se présente par la suite à une élection présidentielle, son mandat présidentiel compte comme complet vis à vis de la limite à deux mandats s'il s'étend sur plus de deux ans.

## Campagne

### Candidats
Les candidatures devaient être déposées du 23 juillet au 7 août 2023. Un total de huit candidats se trouvent en lice, un record dans le pays. L'ordre des candidats sur le bulletin de vote est déterminé le 9 août.
| Candidat                          | Candidat              | Coalition / parti | Coalition / parti                                            | Fonctions / activités | Détail |
| --------------------------------- | --------------------- | ----------------- | ------------------------------------------------------------ | --- | --- |
| Umar Naseer (en) (56 ans)         | Umar Naseer           |                   | Indépendant                                                  | Ministre de l'Intérieur (2013-2018)                                                                                                  | Candidat indépendant, l'ancien ministre de l'Intérieur Umar Naseer choisit comme colistier l'ancien vice-ministre de l'Intérieur Ahmed Saleem. |
| Hassan Zameel (en)                | Hassan Zameel         |                   | Indépendant                                                  | Vice-ministre de la Défense (jusqu'en 2022)                                                                                          | L'ancien vice-ministre de la Défense Hassan Zameel se présente avec pour colistière sa propre épouse, Mariyam Aleem,. |
| Ibrahim Mohamed Solih (61 ans)    | Ibrahim Mohamed Solih |                   | Parti démocrate maldivien                                    | Président de la République (depuis 2018) Député (1994-2018)                                                                          | Élu en 2018 au second tour face au sortant, Abdulla Yameen. Le président sortant Ibrahim Mohamed Solih se représente avec cette fois-ci le président du groupe parlementaire du MDP, Mohamed Aslam, comme colistier,.                                                                        |
| Mohamed Muizzu (45 ans)           | Mohamed Muizzu        |                   | Parti progressiste des Maldives (Congrès national du peuple) | Maire de Malé (depuis 2021) Ministre du Logement (2012-2018)                                                                         | Membre du Parti progressiste des Maldives (PPM), Mohamed Muizzu est investi candidat du Congrès national du peuple (PNC), micro-parti fondé par l'ancien président Yameen, dont il reçoit le soutien. Il choisit comme colistier le député Hussain Mohamed Latheef, lui aussi membre du PPM. |
| Qasim Ibrahim (en) (72 ans)       | Qasim Ibrahim         |                   | Parti républicain                                            | Président du Parlement (2018-2019) Député (1989-1994 ; depuis 2009) Ministre de l'Intérieur (2008) Ministre des Finances (2005-2008) | Le Parti républicain (JP), en coalition avec le MDP depuis 2018, présente la candidature de son président Qasim Ibrahim. Il choisit comme colistier Ameen Ibrahim, numéro deux du parti. |
| Ahmed Faris Maumoon (en) (52 ans) | Ahmed Faris Maumoon   |                   | Indépendant                                                  | Député (2015-2019) | Ahmed Faris Maumoon, fils de l'ancien président Maumoon Abdul Gayoom, se porte candidat via une collecte de signatures de soutien, du fait de la dissolution de son parti par la commission électorale. Il choisit comme colistier Abdul Sattar Yoosuf.                                      |
| Ilyas Labeeb                      | Ilyas Labeeb          |                   | Les démocrates                                               | Député (depuis 2019) | Ilyas Labeeb se présente en candidat du parti Les démocrates, avec pour colistier Hussain Amru |
| Mohamed Nazim (en) (54 ans)       | Mohamed Nazim         |                   | Parti national des Maldives                                  | Ministre de la Défense (2012-2015)                                                                                                   | Mohamed Nazim, président du Parti national des Maldives (ayant fait scission du JP), est candidat avec Adeel Naseer comme colistier. |

### Thèmes
Si les sujets économiques dominent la campagne électorale, l'élection est également remarquée à l'étranger pour son importance géopolitique dans le contexte de la lutte d'influence entre la Chine et l'Inde voisine.
Ibrahim Mohamed Solih multiplie les promesses à l'approche du scrutin, notamment concernant l'ouverture à la poldérisation de terrains gagnés sur le littoral lagonaire. Le président sortant promet également une hausse de 40 % des salaires du secteur public, ainsi que l'annulation de toutes les contraventions concernant des infractions routières commises au cours des cinq dernières années. Il bénéficie par ailleurs d'une bonne image, étant perçu comme celui ayant ramené la stabilité au pays, et géré efficacement la Pandémie de Covid-19. Son éventuelle réélection est envisagée comme la victoire potentielle de l'Inde, Solih ayant opéré un retour vers l'allié traditionnel indien, qui participe aux financements de nombreux projets de construction d'infrastructures, de zones touristiques et de logements à des fins de soft power,,,.
Son principal opposant, Mohamed Muizzu, maire de la capitale Malé, se pose au contraire en partisan de liens resserrés avec la Chine, sa formation, le Parti progressiste des Maldives (PPM) ayant été à l'origine d'un rapprochement avec cette dernière dans le cadre de sa stratégie du collier de perles sous la présidence d'Abdullah Yameen. La possibilité de la fermeture des bases militaires indiennes est même évoquée, des hauts responsables du parti PPM critiquant ouvertement les avantages donnés aux militaires, dont ils qualifient les activités d'« opaques »,. Au cours de la campagne, il milite également pour le transfert en maison surveillée d'Abdulla Yameen, toujours à la tête du PPM malgré sa condamnation à onze ans de prison.
Les deux principaux candidats reçoivent par ailleurs le soutien des fondamentalistes musulmans opposés aux droits des femmes, à la pratique de la musique et aux libertés religieuses, laissant craindre un futur virage socialement conservateur dans un pays déjà à l'origine du plus grand nombre de combattants ayant rejoint l'État islamique.

## Résultats
| Candidats et colistier   | Candidats et colistier                       | Partis                   | Premier tour | Premier tour | Second tour | Second tour |
| Candidats et colistier   | Candidats et colistier                       | Partis                   | Voix         | %            | Voix        | %           |
| ------------------------ | -------------------------------------------- | ------------------------ | ------------ | ------------ | ----------- | ----------- |
|                          | Mohamed Muizzu Hussain Mohamed Latheef       | PPM-PNC                  | 101 635      | 46,06        | 129 159     | 54,04       |
|                          | Ibrahim Mohamed Solih Mohamed Aslam          | MDP                      | 86 161       | 39,05        | 109 868     | 45,96       |
|                          | Ilyas Labeeb Hussain Amru                    | DEMS                     | 15 839       | 7,18         |             |             |
|                          | Umar Naseer Ahmed Saleem                     | Indépendant              | 6 343        | 2,87         |             |             |
|                          | Qasim Ibrahim (en) Ameen Ibrahim             | JP                       | 5 560        | 2,47         |             |             |
|                          | Ahmed Faris Maumoon (en) Abdul Sattar Yoosuf | Indépendant              | 2 979        | 1,35         |             |             |
|                          | Mohamed Nazim (en) Adeel Naseer              | MNP                      | 1 907        | 0,86         |             |             |
|                          | Hassan Zameel Mariyam Aleem                  | Indépendant              | 327          | 0,15         |             |             |
|                          |                                              |                          |              |              |             |             |
| Votes valides            | Votes valides                                | Votes valides            | 220 651      | 97,86        | 239 027     | 96,81       |
| Votes blancs et nuls     | Votes blancs et nuls                         | Votes blancs et nuls     | 4 835        | 2,14         | 7 888       | 3,19        |
| Total                    | Total                                        | Total                    | 225 486      | 100          | 246 915     | 100         |
| Abstention               | Abstention                                   | Abstention               | 56 909       | 20,15        | 35 889      | 12,69       |
| Inscrits / participation | Inscrits / participation                     | Inscrits / participation | 282 395      | 79,85        | 282 804     | 87,31       |

## Déroulement

### Entre-deux-tours

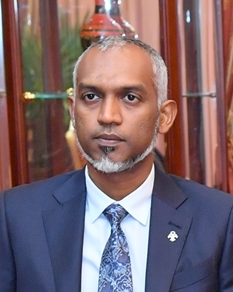
Mohamed Muizzu

Comme attendu, le second tour voit s'opposer Mohamed Muizzu, arrivé en tête, au président sortant Ibrahim Mohamed Solih, affaibli par les dissensions au sein de sa famille politique. Aucun des deux candidats ne parvient cependant à réunir la majorité absolue des suffrages exprimés, conduisant à la tenue d'un second tour le 30 septembre
Arrivé troisième avec une part des voix susceptible de faire pencher la balance au second tour, le candidat des Démocrates Ilyas Labeeb est implicitement sollicité par Ibrahim Mohamed Solih, qui déclare « avoir besoin de s'allier avec d'autres ». Labeeb reste cependant muet dans la semaine qui suit, sans donner de consignes de vote à ses électeurs. L'entre-deux tours voit par la suite les démocrates exiger comme condition de leur ralliement à Solih la tenue d'un référendum sur le passage à un régime parlementaire avant le 28 septembre, en amont du second tour. Ibrahim Solih accepte en partie la proposition, et la proposition est soumise au Conseil du peuple, qui vote la convocation d'un référendum pour le 30 octobre,. La date limite n'ayant cependant pas été respectée, les démocrates annoncent finalement ne pas soutenir le président sortant. Les conditions exigées pour un ralliement à Muizzu, à savoir l'application de plusieurs mesures de leur programme et leur entrée au gouvernement, sont par ailleurs laissées sans réponse par l'intéressée, ce qui amène les démocrates à décider de ne soutenir aucun candidat.
Arrivés respectivement quatrième et sixième au premier tour, Umar Naseer et Faris Maumoon ne soutiennent également aucun candidat tandis que Mohamed Nazim appelle à voter pour Mohamed Muizzu. Arrivé cinquième, Qasim Ibrahim laisse une liberté de choix à ses électeurs, alors que son colistier et le bureau politique du parti soutiennent Solih.
Les trois semaines séparant les deux tours voient par ailleurs l'annonce de l'inscription sur les listes électorales d'environ 25 000 nouveaux électeurs. Ce chiffre très élevé, supérieur à celui des inscriptions depuis la précédente élection présidentielle cinq ans plus tôt, conduit l'opposition à soupçonner une fraude électorale imminente par bourrage d'urnes, et à demander un audit international. Finalement, seuls un peu plus de 400 sont acceptés, pour la plupart ceux devenus majeurs depuis le premier tour.

### Second tour
Bénéficiant d'une solide avance face à un adversaire n'ayant pas réussi à obtenir le ralliement espéré des démocrates, Mohamed Muizzu fait figure de grand favori à la veille du second tour. Il l'emporte effectivement avec un peu plus de 54 % des voix. Sa victoire est perçue comme celle du camp pro-Pékin à l'issue d'un second tour « référendum » sur les liens du pays avec la Chine. Candidat pro-New Dehli au point d'être critiqué par ses opposants comme le président de l'ingérence étrangère, Ibrahim Mohamed Solih reconnait sa défaite le soir même, adressant ses « félicitations au président élu Muizzu ». C'est la quatrième fois consécutive qu'un président maldivien échoue à se faire réélire pour un second mandat,, aucun président n'a été réélu depuis l'instauration du multipartisme en 2008.

## Suites
Dès le lendemain du second tour, Abdulla Yameen est transféré de sa prison à sa résidence de Dhooves pour y passer en résidence surveillée le reste de sa condamnation à onze ans de prison pour corruption et détournement de fonds. L'arrivée de Yameen dans sa résidence a lieu sous les applaudissements de ses partisans. Ce transfert pour raisons de santé intervient après le discours de victoire de Mohamed Muizzu donné la veille, dans lequel il appelait Mohamed Solih à lui donner son accord.
Muizzu prend ses fonctions le 17 novembre suivant. Une semaine plus tard, Solih prend la tête du MDP.
Muizzu prend par la suite le contrôle du Congrès national du peuple (PNC) dont il devient le président le 5 octobre avant de rompre avec le PPM. Ce dernier s'éloigne lui-même de Yameen,, après avoir décidé de ne pas assister à l'investiture de Muizzu, et que ses partisans aient appelé à la démission du nouveau président, Yameen annonce quitter le parti le 23 novembre. Il fonde le Front national du peuple (PNF), enregistré au nom de son fils Zain Abdulla Yameen du fait de son inéligibilité,.
Le 19 décembre, le président ayant nommé sept députés au gouvernement, l'opposition conduite par le MDP adopte des amendements qui fixent le nombre total de députés sur celui des sièges non vacants, et non du total théorique. Cette modification abaisse ainsi le nombre de voix à réunir pour atteindre les majorités requises par la constitution, telle que la supermajorité permettant de destituer le président et le vice-président. La procédure de destitution est par ailleurs écourtée,. Dix jours plus tard, treize députés du MDP adhèrent au PNC, ce qui prive l'opposition de sa super majorité.